# 野田愛子
野田 愛子（のだ あいこ 1924年（大正13年）7月5日 - 2010年（平成22年）6月19日）は、日本の裁判官。女性初の高等裁判所長官だった。1994年、勲二等宝冠章受章。叙正三位。

## 略歴
- 1924年 東京都にて出生
- 1947年 明治大学卒業
- 1950年 裁判官任官。東京、福岡、横浜の各裁判所に勤務。
- 1974年 東京高等裁判所判事となり、男女定年差別は違憲と判決。札幌、前橋、静岡、千葉、東京の各家庭裁判所長を歴任。
- 1987年 札幌高等裁判所長官に任ぜられ、女性初の高等裁判所長官となる。退官後は弁護士登録すると共に、中央更生保護審査会委員、家庭問題情報センター理事、東京都人事委員会委員、東京都社会福祉協議会顧問なども務めた。
- 2010年 死去。85歳没。

## 参考
- 日本人名大辞典